# Bisoro
Bisoro är en kommun i Burundi. Den ligger i provinsen Mwaro, i den centrala delen av landet, 50 kilometer sydost om Burundis största stad Bujumbura.